# Abdul Fox
Abdul Amalik Fox (New York, 17 gennaio 1971) è un ex cestista statunitense, professionista in Europa, negli Stati Uniti e in Sudamerica.

## Carriera
Termina gli studi presso la University of Rhode Island, ateneo in cui permane per tre anni (dal 1991 al 1994) segnando complessivamente 1.224 punti.
La sua prima esperienza da professionista ha luogo in Francia, con l'ingaggio in Pro-A da parte dello Cholet. Fa poi ritorno in patria, prendendo parte alla lega CBA tra le file degli Yakima Sun Kings. Successivamente gioca in Venezuela con i Marinos de Oriente, in Israele con il Maccabi Natanya ed a Cipro con l'AEL Limassol (con questi ultimi è anche impegnato in campo europeo in Coppa Korać).
Nel 1999 approda a Roseto, squadra all'epoca militante in Serie A2: qui Fox segna 14,2 punti e cattura 2,5 rimbalzi, aiutando la formazione abruzzese a conquistare il primo posto in classifica e la storica promozione in Serie A1.
Firma poi prima in Spagna al Caja Rural Melilla (Liga LEB-1) e poi in Svizzera dove vinse il campionato a Lugano. Nel 2002 si trasferisce nella seconda serie italiana (nel frattempo ribattezzata Legadue) ai Crabs Rimini, dove a fine stagione chiude la propria carriera.

## Palmarès
- Copa Príncipe de Asturias: 1

Melilla: 2001